# إميل ايفانوف
إميل ايفانوف هو مصارع هاوي بلغاري، ولد في 30 يونيو 1962 في صوفيا في بلغاريا.

## وصلات خارجية
- إميل ايفانوف على موقع قاعدة بيانات المصارعة الدولية (الإنجليزية)